# Vraignes-lès-Hornoy
Vraignes-lès-Hornoy és un municipi francès situat al departament del Somme i a la regió dels Alts de França. L'any 2007 tenia 89 habitants.

## Demografia

### Població

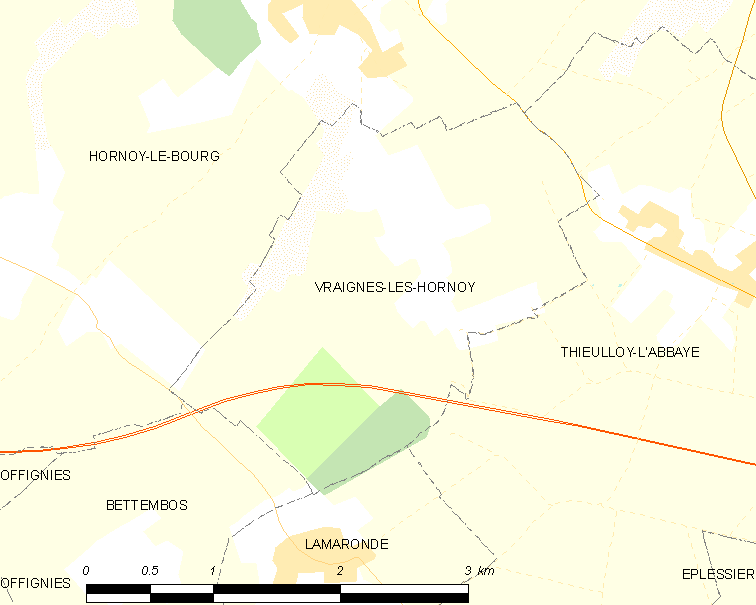
mapa del municipi

El 2007 la població de fet de Vraignes-lès-Hornoy era de 89 persones. Hi havia 36 famílies de les quals 8 eren unipersonals (8 homes vivint sols), 8 parelles sense fills, 16 parelles amb fills i 4 famílies monoparentals amb fills.
La població ha evolucionat segons el següent gràfic:
Habitants censats

### Habitatges

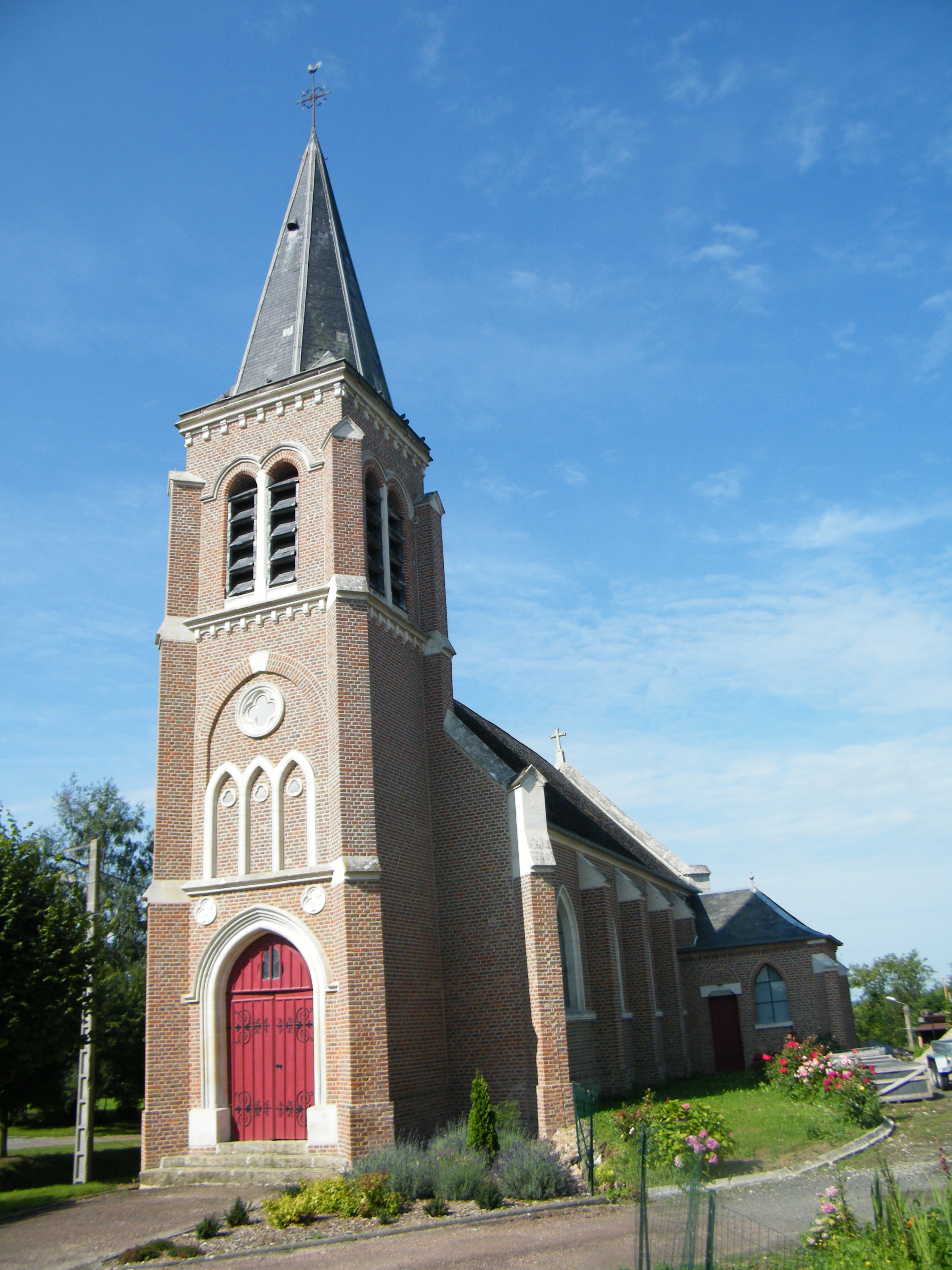

El 2007 hi havia 45 habitatges, 38 eren l'habitatge principal de la família, 2 eren segones residències i 5 estaven desocupats. Tots els 45 habitatges eren cases. Dels 38 habitatges principals, 32 estaven ocupats pels seus propietaris, 5 estaven llogats i ocupats pels llogaters i 1 estava cedit a títol gratuït; 1 tenia una cambra, 7 en tenien tres, 7 en tenien quatre i 23 en tenien cinc o més. 27 habitatges disposaven pel capbaix d'una plaça de pàrquing. A 21 habitatges hi havia un automòbil i a 14 n'hi havia dos o més.

### Piràmide de població

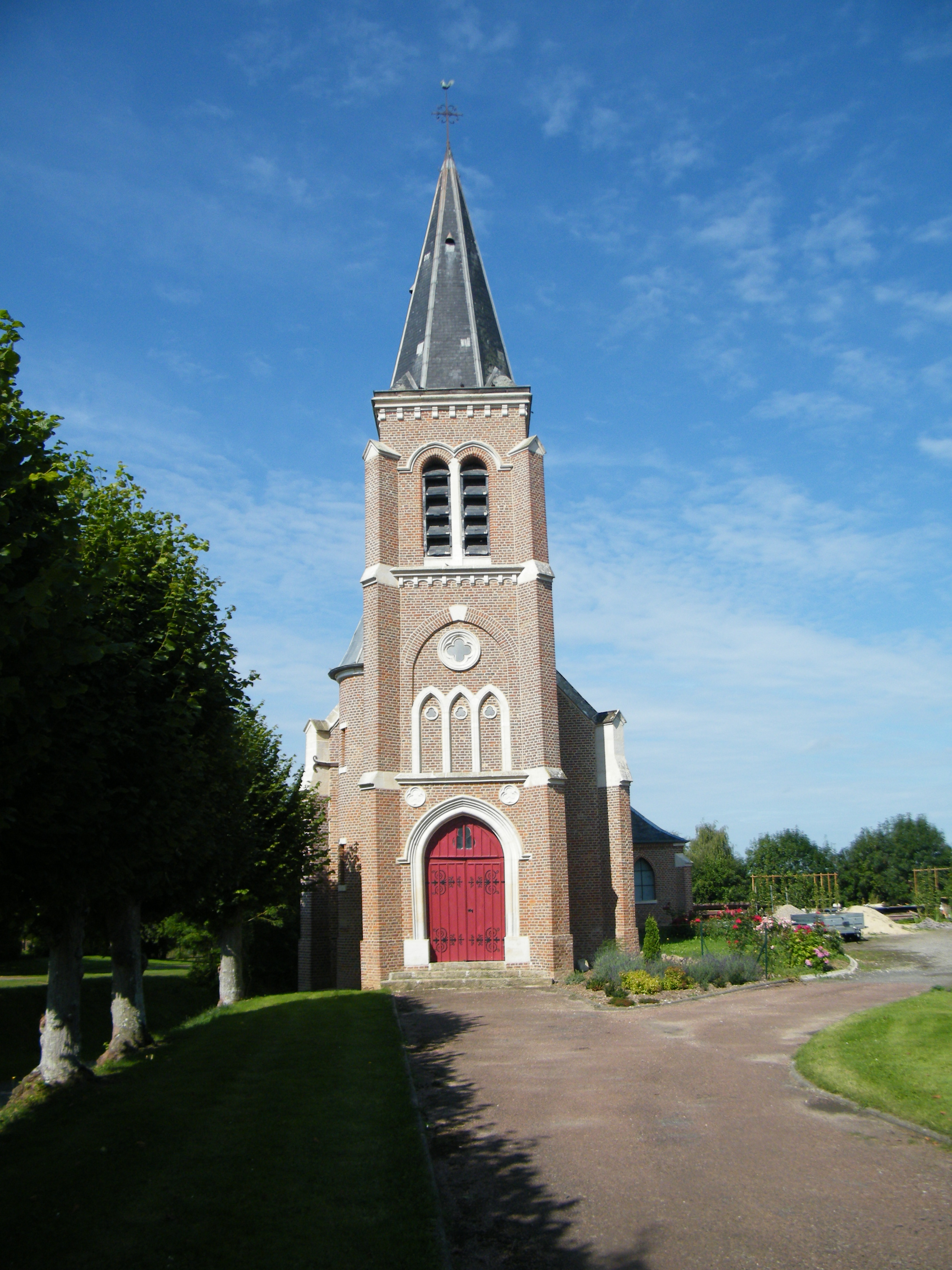

La piràmide de població per edats i sexe el 2009 era:
| Homes | Edats   | Dones |
| ----- | ------- | ----- |
| 0     | 95 o +  | 0     |
| 0     | 90 a 94 | 0     |
| 0     | 85 a 89 | 0     |
| 0     | 80 a 84 | 4     |
| 0     | 75 a 79 | 0     |
| 4     | 70 a 74 | 0     |
| 0     | 65 a 69 | 8     |
| 4     | 60 a 64 | 0     |
| 0     | 55 a 59 | 0     |
| 0     | 50 a 54 | 4     |
| 4     | 45 a 49 | 4     |
| 0     | 40 a 44 | 4     |
| 8     | 35 a 39 | 0     |
| 16    | 30 a 34 | 8     |
| 0     | 25 a 29 | 4     |
| 0     | 20 a 24 | 0     |
| 0     | 15 a 19 | 0     |
| 0     | 10 a 14 | 0     |
| 4     | 5 a 9   | 4     |
| 0     | 0 a 4   | 0     |

## Economia

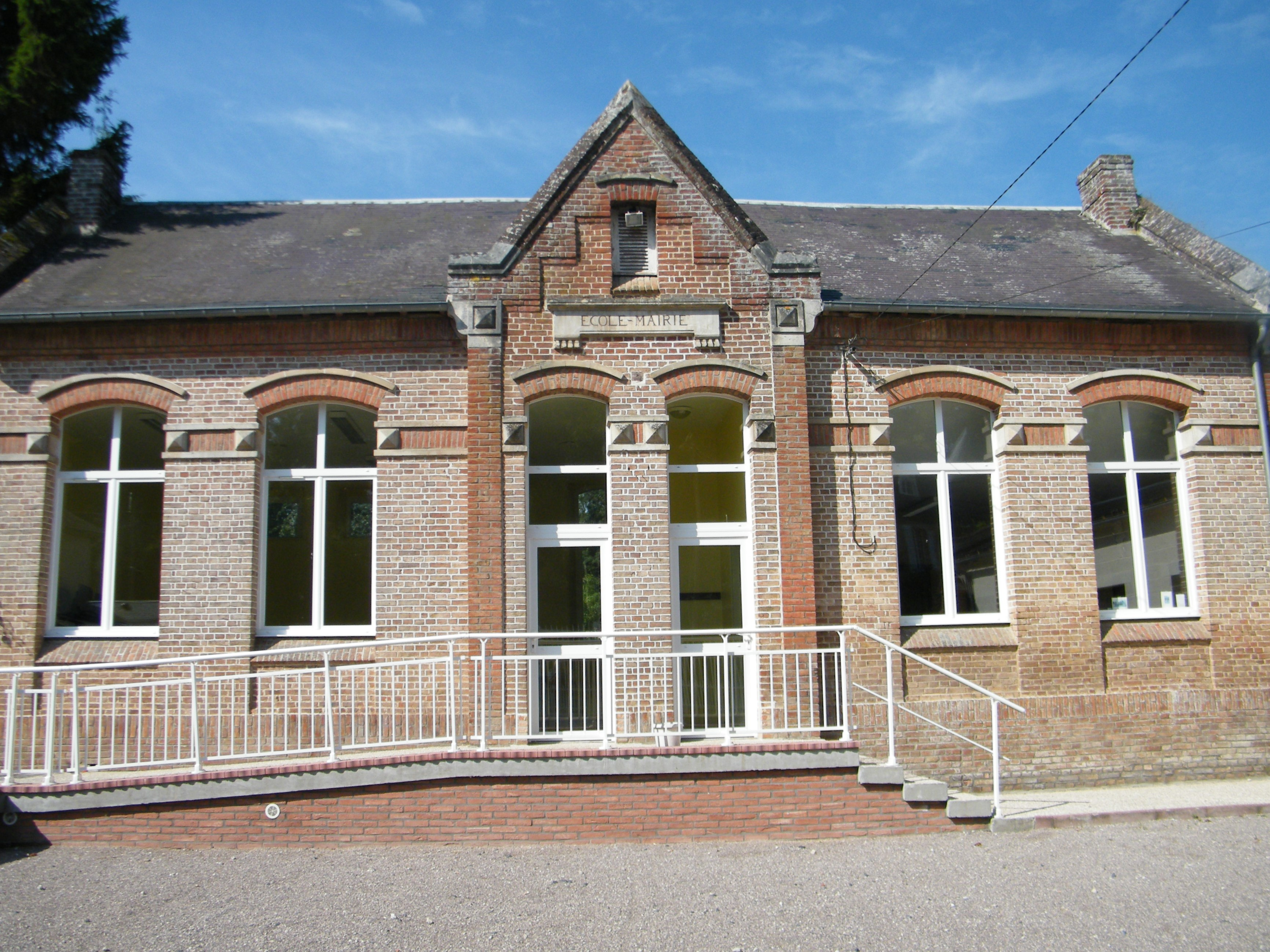

El 2007 la població en edat de treballar era de 57 persones, 37 eren actives i 20 eren inactives. De les 37 persones actives 36 estaven ocupades (20 homes i 16 dones) i 1 aturada (1 home). De les 20 persones inactives 9 estaven jubilades, 5 estaven estudiant i 6 estaven classificades com a «altres inactius».
Activitats econòmiques

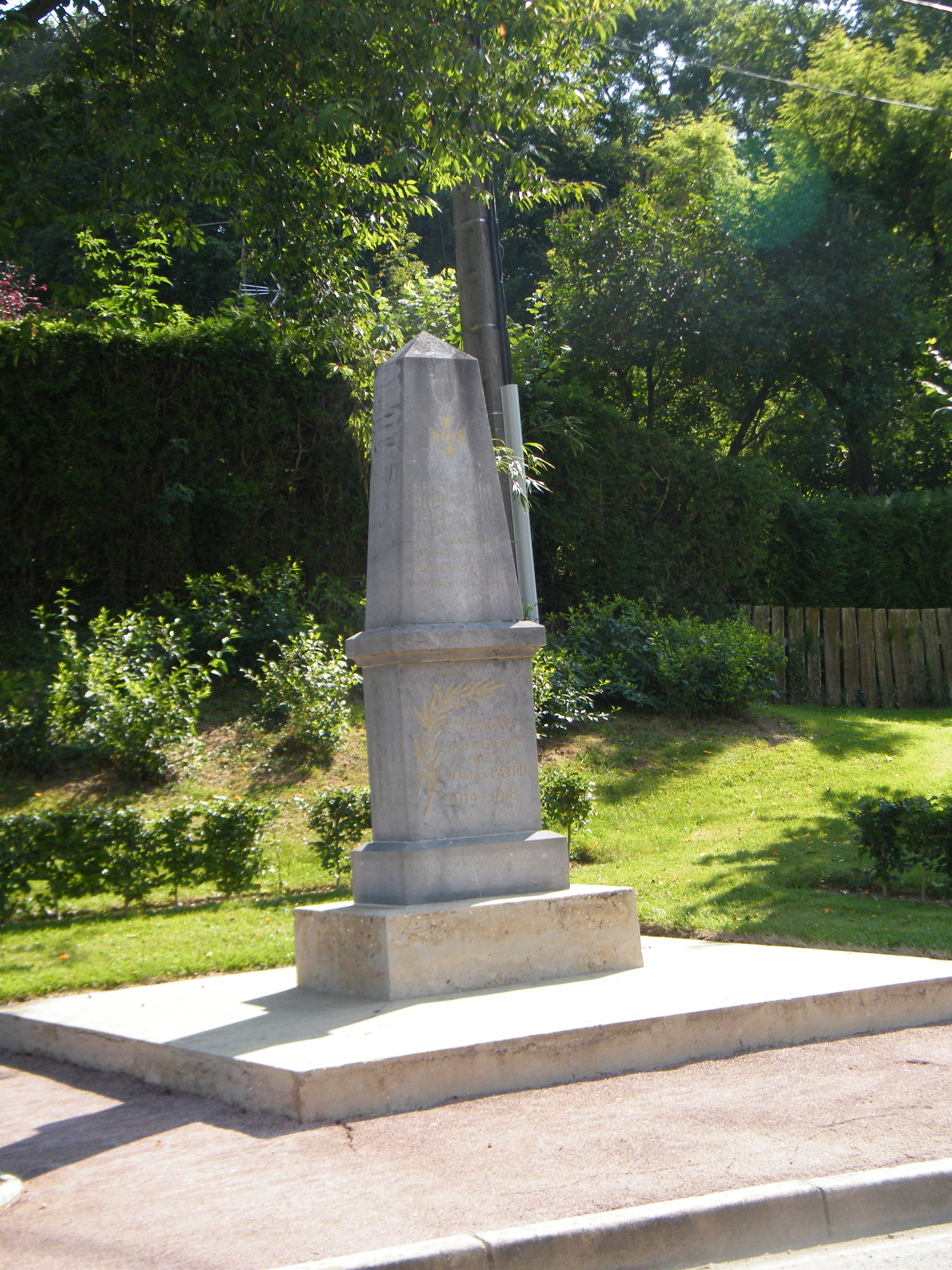

L'any 2000 a Vraignes-lès-Hornoy hi havia 8 explotacions agrícoles.

## Poblacions més properes
El següent diagrama mostra les poblacions més properes.